# Ígor Kovaliov
Ígor Adólfovitx Kovaliov (rus: Игорь Адольфович Ковалёв; nascut el 17 de gener de 1954) és un director d'animació i pedagog rus, cofundador de Pilot — el primer estudi d'animació privat de la Unió Soviètica. Del 1991 al 2005 va treballar a Klasky Csupo on va co-crear Aaahh!!! Real Monsters i codirigir The Rugrats Movie. Actualment treballa com a productor creatiu a Soyuzmultfilm. Kovaliov també és conegut per les seves pel·lícules d'autor per les quals va rebre múltiples premis internacionals, inclosos tres grans premis al Festival Internacional d'Animació d'Ottawa.

## Període soviètic
Ígor Kovaliov va néixer a Kíiv, RSS d'Ucraïna (actual Ucraïna). Quan li van preguntar l'any 2002 si se sent un artista nord-americà, rus o ucraïnès, va respondre "Em sento rus, perquè sóc rus. Tinc el 50% de rus, tres litres d'ucraïnès i tres litres de sang polonesa... Però mai no em convertiré en nord-americà". Va acabar els cursos d'animació a Goskino on els seus professors eren Ievheni Sivokon i David Txerkasski. També va conèixer Aleksandr Tatarski durant els estudis, el seu amic més íntim des de llavors.
El 1972 es va incorporar al departament d'animació de Kíivnaukfilm per treballar en neteja, tweening i animació. Simultàniament, Kovaliov i Tatarski van iniciar un estudi domèstic "underground" i van crear els curts de comèdia Кstati o ptitxkakh utilitzant un estand d'animació fet a mà. El van portar als Cursos superiors per a guionistes i directors de cinema i van ser convidats a unir-se a la facultat d'animació. Kíivnaukfilm es va negar a deixar-los anar, i només el 1979 Kovaliov va poder marxar, mentre que Tatarski va marxar a Moscou pel seu compte.
Kovaliov va estudiar amb Fíodor Khitruk, Iuri Norstein, Vladimir Pekar i Violetta Kolesnikova. També va entrar al cinema d'art de Robert Bresson, Ingmar Bergman, Carl Theodor Dreyer i l'animació experimental de Borivoj Dovniković, Walerian Borowczyk i Priit Pärn en particular. Quan es va graduar el 1981, es va incorporar a Tatarsky a la divisió de Multitelefilm de Studio Ekran com a Director artístic. El seu treball de debut Plastilinovaia vorona va consistir en dos curtmetratges basats en "dibuixos infantils" (de fet tots van ser dibuixats per Kovaliov amb la mà esquerra) i un de plastilina, convertint-se en el primera pel·lícula d’animació de plastilina soviètica. A causa de la mort sobtada del seu pare, Igor va marxar a Kíev enmig de la producció i es va quedar allà durant els següents anys treballant de nou a Kíivnaukfilm. Després va tornar a Moscou i va començar a dirigir pel·lícules al costat de Tatarsky. La seva obra més famosa va ser Sledstvie vedut kolobki.
Els amics també van posar en marxa cursos d'animació sota Multtelefilm i van preparar una sèrie d'animadors destacats. El 1988 van fundar Pilot, el primer estudi d'animació privat de l'URSS on es van traslladar juntament amb els seus estudiants. L'any 1989 Igor va dirigir la seva primera pel·lícula d'autor Iego jena kuritsa que es va convertir en un èxit internacional i li va guanyar el seu primer Gran Premi al Festival Internacional d'Animació d'Ottawa de 1990. Durant aquest temps va ser convidat als Estats Units per reunir-se amb estudiants als estudis Disney. Ho va saber Gábor Csupó que immediatament li va oferir un lloc a Klasky Csupo. Kovaliov va rebutjar l'oferta i va tornar a Moscou per acabar Andrei Svislotski. Csupó va continuar posant-se en contacte amb ell i li va garantir que seria capaç de produir pel·lícules d'autor, i sota la pressió de la seva primera dona i de la crisi de l'animació Igor finalment va acceptar.

## Període americà
L'estiu de 1991, només 20 dies abans del Cop d'agost, Kovaliov i la seva família van marxar cap a Los Angeles. Va començar va treballar com a animador a The Simpsons, després va passar a treballar a Rugrats com a director i dissenyador de personatges. La sèrie es va convertir finalment en un dels programes de televisió infantil més populars. Kovaliov també va contactar amb alguns dels principals animadors de Pilot i els va suggerir que s'unís a ell. Això va molestar molt a Aleksandr Tatarski, que estava convençut que Gábor Csupó estava seduint el seu millor personal. No obstant això, l'Igor va visitar Tatarski cada any fins a la seva mort el 2007 i va parlar dels plans futurs.
El 1993 se li va oferir a Kovaliov dirigir el pilot d'Aaahh!!! Real Monsters. Com va recordar més tard, aquest va ser el seu únic projecte d'estudi on se li va donar un control artístic gairebé total després que ell i Csupó haguessin mostrat Sledstvie vedut kolobki als productors que van quedar molt impressionats amb ell i van demanar una estil semblant. L'Igor també va reescriure el guió al llarg del camí, omplint-lo d'acudits i gags específics. El 1998 va codirigir The Rugrats que va recaptar 141 milions de dòlars, batint el rècord de taquilla per a una pel·lícula d'animació no de Disney, tot i que Kovaliov va quedar descontent, al·legant que hi havia una gran pressió dels productors aquesta vegada i moltes de les seves idees no es van convertir en la pel·lícula.
Csupó també va complir la seva promesa i li va permetre treballar en les seves pel·lícules d'autor. Bird in a Window (1996), Flying Nansen (2000) i Milch (2005) van obtenir diversos premis en festivals internacionals de cinema, com el premi al millor curtmetratge d'animació al XXIX Festival Internacional de Cinema Fantàstic de Sitges, tot i que aquesta última es va acabar quan l'estudi ja estava en fort declivi, i Kovaliov va haver de buscar el patrocini del seu antic sogre, el famós advocat rus Genrikh Padva que apareix als crèdits com a productor. El mateix any, Igor va deixar Klasky Csupo per ensenyar animació al California Institute of the Arts.

## Tornada a Rússia
El novembre de 2010 va tornar a Moscou per estar més a prop de la seva mare malalta. Allà va ser abordat per Timur Bekmambetov que li va oferir dirigir la producció de la nova sèrie d'animació russa Alisa znaet, xto delat! a la Bazelevs. Bekmambetov també va produir la seva següent pel·lícula independent Do liubvi el 2015. El desembre de 2017, Kovaliov es va unir a Soyuzmultfilm com a productor creatiu i va treballar a Prostokvaixino, un rellançament reeixit de la minisèrie soviètica Troie iz Prostokvaixino.
Kovaliov és casat i té una filla i un fill.

## Filmografia seleccionada
- Кstati o ptitxkakh (1974) (sense estrenar) — co-director amb Aleksandr Tatarski, guionista, artista, animador
- Prikliutxenia kapitana Vrungelia (1980) — animador
- Plastilinovaia vorona (1981) — director artístic
- Spokoinoi notxi, malixi! (1981) — animador (seqüències d'obertura i tancament)
- Krilia, nogi i khvosti (1985) — co-director amb Aleksandr Tatarski, guionista, artista, animador
- Sledstvie vedut kolobki (1986—1987) — co-director amb Aleksandr Tatarski
- Iego jena kuritsa (1989) — director
- Vesyolaya karusel' No. 22 (1990) — guionista
- Andrei Svislotski (1991) — director
- The Simpsons (1991) — animador
- Rugrats (1992—1993, 2001—2006) — director, dissenyador de personatges
- Aaahh!!! Real Monsters (1994) — director, dissenyador de personatges
- Duckman (1994) — director, artista de storyboard original
- Santo Bugito (1995) — dissenyador de personatges
- Bird in a Window (1996) — director, guionista, director artístic, productor
- The Rugrats Movie (1998) — co-director amb Norton Virgien
- Flying Nansen (2000) — director, guionista, director artístic
- Rugrats in Paris: The Movie (2000) — artista de storyboard
- The Wild Thornberrys Movie (2002) — adicional storyboards
- Milch (2005) — director, guionista, director artístic
- The Drinky Crow Show (2007) — director de l’episodi pilot
- Alisa znaet, xto delat! (2013—2015) — director, artistic director
- Before Love (2015) — director, guionista
- Prostokvaixino (2018) — producer

## Preservació
Dues de les pel·lícules de Kovaliov, Iego jena kuritsa i Andrei Svislotski, han estat preservades per l'Academy Film Archive in 2007.